# مونتگومری (مینه‌سوتا)
مونتگومری، مینه‌سوتا (به انگلیسی: Montgomery, Minnesota) یک شهر در ایالات متحده آمریکا است که در شهرستان لو سوئور، مینه‌سوتا واقع شده‌است.

## خصوصیات
مونتگومری ۶٫۷۹ کیلومترمربع مساحت و ۲٬۹۵۶ نفر جمعیت دارد و ۳۲۶ متر بالاتر از سطح دریا واقع شده‌است.